# Pierre, vévoda z Valentinois
Princ Pierre Monacký, vévoda z Valentinois (rodným jménem Pierre Marie Xavier Raphaël Antoine Melchior de Polignac; 24. října 1895, Château de Kerscamp – 10. listopadu 1964, Americká nemocnice) byl otec Rainiera III. Monackého. Byl propagátorem umění, hudby a literatury v Monaku a působil jako vedoucí delegace země v Organizaci OSN pro vzdělávání, vědu a kulturu (UNESCO) a v Mezinárodním olympijském výboru.

## Mládí
Pierre Marie Xavier Raphaël Antoine Melchior de Polignac se narodil v Château de Kerscamp v Hennebontu v Morbihanu ve Francii. Byl čtvrtým synem a nejmladším dítětem Maxence Melchiora Edouarda Marie Louis de Polignac (1857–1936) a jeho ženy, rozené Mexičanky, Susany Mariany Estefaníe Franciscy de Paula del Corazón de Jesús de la Torre y Mier (1858–1913), se kterou se oženil v Paříži v roce 1881. Pierreovým strýcem z matčiny strany byl mexický politik Ignacio de la Torre y Mier. Pierre byl členem kadetské větve rodu Polignaců, jedné z nejznámějších francouzských vévodských rodin, šlechtické přinejmenším od 12. století, vévodské v roce 1780, pairské v roce 1817.
Byl potomkem oblíbenkyně Marie Antoinetty, Yolande de Polastron, vévodkyně de Polignac. Pierre, veterán z první světové války, se socializoval v uměleckých společenských kruzích ve Francii a stal se dobrým přítelem Marcela Prousta a Jeana Cocteaua.

## Princ
Oženil se 19. března občansky a 20. března 1920 nábožensky v Monaku za princeznu Charlotte Monackou, nemanželskou, ale adoptivní dceru Ludvíka II. Monackého a Marie Juliette Louvetové. Na základě monackého nařízení vydaného 18. března 1920 si den před svatbou změnil jméno a erb na ty, které nese rod Grimaldiů. Dne 29. února 1920 se stal poddaným suverénního monackého knížete, rovněž na základě monackého svrchovaného nařízení. Ode dne náboženského sňatku jej monacký dvůr označil, jure uxoris, za vévodu z Valentinois. Tento titul byl udělen jeho manželce jako předpokládané dědičce dne 20. května 1919. Jeho příjmení a erb byly změněny nařízením krátce poté, co se stal monackým občanem, aby bylo zajištěno, že jeho dynastičtí potomci ponesou příjmení Grimaldi v souladu s článkem I monackého rodového práva.

## Občanská role
V roce 1926 Pierre požádal tiskovou agentku Elsu Maxwellovou, aby zlepšila image knížectví. Snažila se změnit pověst knížectví z „interiérového“ místa přepychových hracích stolů a půlnočního stravování pro bohaté dospělé na venkovní místo pro rodinu, které nabízí prostorné plážové chatky, golf, cirkus a v roce 1929 první Grand Prix Monaka. Pierre přesvědčil svého tchána, aby dovolil, aby se pro tuto událost ulice země každoročně proměnily na automobilovou závodní dráhu.
I když zvýšený turistický ruch zvýšil zisky Société des bains de mer de Monaco (SBM) v roce 1928 na 98 milionů francouzských franků, zvýšil také poptávku občanů a dělníků po reformách, což Ludvík II. veřejně odsoudil, a zároveň pověřil Pierra, aby se setkal s vůdci Národní rady, jejíž všichni členové toho roku na protest rezignovali. Rozhořčeni tím, že se nepodařilo získat zlepšení na pracovišti v SBM, 24. března 1929 vtrhlo 600 Monačanů do paláce a přimělo Pierra, aby s nimi vyjednával a předložil své požadavky na ústavní a pracovní reformu panovníkovi, který souhlasil s novými volbami a dalšími ústupky, které zabránily revoluci.
V roce 1953 byl mezi královskými hosty na korunovaci královny Alžběty II. zastupující svého syna, monackého knížete.

## Svatba a rodina
Podle Jamese Lees-Milneho, britského spisovatele a Pierrova přítele, jeho nešťastný domluvený sňatek komplikovala jeho homosexualita a aféry kněžny Charlotte. V polovině dvacátých let se manželé neoficiálně rozešli a Pierre, když nebyl v Monaku, žil ve svém pařížském bytě a na statku poblíž města.
Kníže Pierre a kněžna Charlotte se soudně rozvedli 20. března 1930 v Paříži. Rozvod byl potvrzen pařížským tribunálem v prosinci téhož roku.
S manželkou měli dvě děti:
- Princezna Antoinette (28. prosince 1920 – 18. března 2011), baronka z Massy,
⚭ 1951 Alexandre-Athenase Noghès (15. června 1916 – 16. února 1999), rozvedli se v roce 1954
⚭ 1961 Jean-Charles Rey (22. října 1914 – 17. září 1994), rozvedli se v roce 1974
⚭ 1983 John Gilpin (10. února 1930 – 5. září 1983)
- Rainier III. (31. května 1923 – 6. dubna 2005), kníže monacký od roku 1949 až do své smrti, ⚭ 1956 Grace Kellyová (12. listopadu 1929 – 14. září 1982)

## Smrt

Monogram knížete Pierra

Princ Pierre zemřel 10. listopadu 1964 na rakovinu v americké nemocnici v Neuilly-sur-Seine v Paříži ve Francii.
Časopis Life v roce 1947 popsal knížete Pierra jako „štíhlého a půvabně galantního. Jeho chování je vynikající; jeho hlas je tak kultivovaný, že je prakticky neslyšitelný“.

## Tituly a vyznamenání

### Tituly
- 24. října 1895 – 18. března 1920: hrabě Pierre de Polignac
- 18. března 1920 – 20. března 1920: Pierre Grimaldi
- 20. března 1920 – 8. února 1933: Jeho Jasnost princ Pierre Monacký, vévoda z Valentinois
- 18. února 1933 – 10. listopadu 1964: Jeho Jasnost princ Pierre Monacký

### Vyznamenání
- Monako: Velkokříž Řádu svatého Karla
- Francie: Velkodůstojník Řádu čestné legie[10]
- Itálie: Velkokříž Řádu zásluh o Italskou republiku[11]
- Švédsko: Komandér velkokříže Řádu polární hvězdy – 1923[12]

## Vývod z předků
|                    |                                      |  |                     |                                          |  |  |  |  |  |  |  | Jules z Polignacu |
|                    |                                      |  |                     |                                          |  |  |  |  |  |  |  |                   |
|                    | Melchior de Polignac                 |  |                     |                                          |  |  |  |  |  |  |  |                   |
|                    |                                      |  |                     |                                          |  |  |  |  |  |  |  |                   |
|                    |                                      |  |                     | Gabriela de Polastron                    |  |  |  |  |  |  |  |                   |
|                    |                                      |  |                     |                                          |  |  |  |  |  |  |  |                   |
|                    | Charles de Polignac                  |  |                     |                                          |  |  |  |  |  |  |  |                   |
|                    |                                      |  |                     |                                          |  |  |  |  |  |  |  |                   |
|                    |                                      |  |                     | Louis Charles Le Vassor de la Touche     |  |  |  |  |  |  |  |                   |
|                    |                                      |  |                     |                                          |  |  |  |  |  |  |  |                   |
|                    | Alphonsine Le Vassor de La Touche    |  |                     |                                          |  |  |  |  |  |  |  |                   |
|                    |                                      |  |                     |                                          |  |  |  |  |  |  |  |                   |
|                    |                                      |  |                     | Calixte Pocquet de Puilhéry              |  |  |  |  |  |  |  |                   |
|                    |                                      |  |                     |                                          |  |  |  |  |  |  |  |                   |
|                    | Maxence Melchior de Polignac         |  |                     |                                          |  |  |  |  |  |  |  |                   |
|                    |                                      |  |                     |                                          |  |  |  |  |  |  |  |                   |
|                    |                                      |  |                     | Simon Emmanuel Julien Le Normand         |  |  |  |  |  |  |  |                   |
|                    |                                      |  |                     |                                          |  |  |  |  |  |  |  |                   |
|                    | Joseph Lenormand de Morando          |  |                     |                                          |  |  |  |  |  |  |  |                   |
|                    |                                      |  |                     |                                          |  |  |  |  |  |  |  |                   |
|                    |                                      |  |                     | Joséphine de Morando                     |  |  |  |  |  |  |  |                   |
|                    |                                      |  |                     |                                          |  |  |  |  |  |  |  |                   |
|                    | Josephine Lenormand de Morando       |  |                     |                                          |  |  |  |  |  |  |  |                   |
|                    |                                      |  |                     |                                          |  |  |  |  |  |  |  |                   |
|                    |                                      |  |                     | Jean Baptiste Papin de Thevigné          |  |  |  |  |  |  |  |                   |
|                    |                                      |  |                     |                                          |  |  |  |  |  |  |  |                   |
|                    | Anne Marie Papin de Thevigne         |  |                     |                                          |  |  |  |  |  |  |  |                   |
|                    |                                      |  |                     |                                          |  |  |  |  |  |  |  |                   |
|                    |                                      |  |                     | Anne Madeleine Gruet                     |  |  |  |  |  |  |  |                   |
|                    |                                      |  |                     |                                          |  |  |  |  |  |  |  |                   |
| Pierre de Polignac |                                      |  |                     |                                          |  |  |  |  |  |  |  |                   |
|                    |                                      |  |                     |                                          |  |  |  |  |  |  |  |                   |
|                    |                                      |  | Charles de Polignac |                                          |  |  |  |  |  |  |  |                   |
|                    |                                      |  |                     |                                          |  |  |  |  |  |  |  |                   |
|                    | Isidoro Francisco de la Torre        |  |                     |                                          |  |  |  |  |  |  |  |                   |
|                    |                                      |  |                     |                                          |  |  |  |  |  |  |  |                   |
|                    |                                      |  |                     | Josephine Lenormand de Morando           |  |  |  |  |  |  |  |                   |
|                    |                                      |  |                     |                                          |  |  |  |  |  |  |  |                   |
|                    | Isidoro Fernando de la Torre y Carsí |  |                     |                                          |  |  |  |  |  |  |  |                   |
|                    |                                      |  |                     |                                          |  |  |  |  |  |  |  |                   |
|                    |                                      |  |                     |                                          |  |  |  |  |  |  |  |                   |
|                    |                                      |  |                     |                                          |  |  |  |  |  |  |  |                   |
|                    | Teresa Carsí                         |  |                     |                                          |  |  |  |  |  |  |  |                   |
|                    |                                      |  |                     |                                          |  |  |  |  |  |  |  |                   |
|                    |                                      |  |                     |                                          |  |  |  |  |  |  |  |                   |
|                    |                                      |  |                     |                                          |  |  |  |  |  |  |  |                   |
|                    | Suzanne de La Torre y Mierová        |  |                     |                                          |  |  |  |  |  |  |  |                   |
|                    |                                      |  |                     |                                          |  |  |  |  |  |  |  |                   |
|                    |                                      |  |                     | Antonio de Mier de Terán y Mier de Terán |  |  |  |  |  |  |  |                   |
|                    |                                      |  |                     |                                          |  |  |  |  |  |  |  |                   |
|                    | Gregorio de Mier y Terán             |  |                     |                                          |  |  |  |  |  |  |  |                   |
|                    |                                      |  |                     |                                          |  |  |  |  |  |  |  |                   |
|                    |                                      |  |                     | María Antonia Alonso de Terán            |  |  |  |  |  |  |  |                   |
|                    |                                      |  |                     |                                          |  |  |  |  |  |  |  |                   |
|                    | María Luisa de Mier y Celis          |  |                     |                                          |  |  |  |  |  |  |  |                   |
|                    |                                      |  |                     |                                          |  |  |  |  |  |  |  |                   |
|                    |                                      |  |                     | Mateo de Celis y Mier y Terán            |  |  |  |  |  |  |  |                   |
|                    |                                      |  |                     |                                          |  |  |  |  |  |  |  |                   |
|                    | Mariana de Celis y Dosal             |  |                     |                                          |  |  |  |  |  |  |  |                   |
|                    |                                      |  |                     |                                          |  |  |  |  |  |  |  |                   |
|                    |                                      |  |                     | Evarista Dosal y Santa Cruz              |  |  |  |  |  |  |  |                   |
|                    |                                      |  |                     |                                          |  |  |  |  |  |  |  |                   |